# 香港海運港口局
香港海運港口局（英語：Hong Kong Maritime and Port Board）是香港於2016年成立的非法定機構，致力推動香港的海運港口業發展。
海運港口局的主要職能為就香港海運及港口業的發展方針和政策向政府提供建議並監察有關工作的落實情況，及進行香港海運業務的推廣工作。

## 組織架構
香港海運港口局下設三個執行委員會，分別爲：海運及港口發展委員會、推廣及外務委員會及人力資源發展委員會，各執行委員會的主席由業界人士擔任。
海運及港口發展委員會負責制定海運政策及措施，推展及協調政策研究及市場調研。
推廣及外務委員會主要負責推廣香港作爲國際海運中心及主要港口的角色並監察有關工作的落實狀況，及推出宣傳活動。
人力資源發展委員會負責因應海運及港口業的人手供求情況，制訂人力資源策略、措施及方案，及督導及進行與海運業人力資源發展相關的研究和調查，和監督海運及空運人才培訓基金下與海運業有關的計劃的落實情況並提供意見。

## 成員
海運港口局的成員主要來自業界、學術界及相關業界組織，由政府委任。
香港海運港口局主席一職由運輸及物流局局長兼任，副主席、秘書一職則分別由運輸及物流局的常任秘書長及副秘書長擔任。
通常來説，政府會委任以下的機構代表，作爲海運港口局的成員：
- 香港貨櫃碼頭商會主席或其代表
- 香港定期班輪協會主席或其代表
- 香港航運物流協會主席或其代表
- 香港船東會主席或其代表
- 香港付貨人委員會主席或其代表
- 海運學會主席或其代表
- 香港貿易發展局總裁或其代表
- 職業訓練局執行幹事或其代表
- 海事處處長
- 投資推廣署署長

## 歷史
1998年，香港港口及航運局（前稱港口發展局）成立。
2003年，香港港口及航運局被分拆為香港港口發展局及香港航運發展局。
2016年，政府決定整合香港港口發展局及香港航運發展局，成立「香港海運港口局」。
2024年，施政報告提出將香港海運港口局改組為香港海運港口發展局，作爲「高層次諮詢機構」。
2025年7月1日，正式改組為香港海運港口發展局。